# Pentium D
O Pentium D Dual Core é um microprocessador desenvolvido pela Intel no Centro de Pesquisa e Desenvolvimento de Israel, e foi apresentado ao público na primavera de 2005, no Fórum de desenvolvedores da Intel. O Pentium D consiste em dois Pentium 4 Prescott (quando o núcleo for Smithfield) ou dois Pentium 4 Cedar Mill (quando o núcleo for Presler)  em um único encapsulamento (ao contrário da convicção popular que eles são dois núcleos fundidos em um único núcleo). 
O Pentium D foi o primeiro processador a anunciar o CPU multicore (junto com seu irmão mais caro, o Pentium Extreme Edition) para computadores desktop. A Intel enfatizou o significado desta introdução, predizendo que ao final de 2006 mais de 70% de seus processadores comercializados seriam multicore. Os analistas especularam que a corrida de clock entre Intel e AMD chegou ao fim, contrariando a Lei de Moore. Agora os fabricantes podem melhorar o desempenho dos processadores com o aumento do número de núcleos ao invés do aumento somente da freqüência, como o Pentium D faz. 
Contudo, sabe-se atualmente que as pesquisas com um material composto puramente de átomos de carbono chamado Grafeno poderá permitir que, na verdade, a Lei de Moore não esteja de fato contrariada, e sim apenas aguardando novas tecnologias, uma vez que o conceito de multinúcleos não se trata na realidade de uma revolução teórica, mas sim uma solução de engenharia para implementar melhoras de desempenho no processamento de informações pelos microprocessadores atuais adicionando "mais processadores" em vez de "processadores mais eficientes".

## Smithfield
O nome de código da primeira geração de Pentium D foi Smithfield. Ele foi lançado em 26 de maio de 2005, com frequências entre 2,8 e 3,2 GHz (modelos 820, 830 e 840), todos com barramento de 800 MHz. O Pentium D 805, com freqüência de 2,66 GHz e barramento de 533 MHz apareceu no inicio de 2006.
O Smithfield tem como características:
- Lisura de 90 nm;
- 1MB de cache L2 por núcleo;
- Barramento de 533 ou 800 MHz, half-duplex (serial, ou seja, mesmo caminho para transmissão e recepção)
- Socket LGA775;
- Tecnologia EM64T;
- XD Bit.

O Pentium D com núcleo Smithfield não suporta:
- Hyper-Threading;
- Tecnologia de Virtualização da Intel, antigamente chamada de Vanderpool.

As  placas-mãe que suportam o Pentium D são aqueles baseadas nos chipsets Intel 945, 955 e 975, além do nForce 4 para Intel, da Nvidia (neste caso, existe uma incompatibilidade específica com Pentium D 820). O Pentium D oferece melhoria significativa só com aplicativos que foram escritos especificamente para múltiplos threads, como a maioria de programas de renderização 3D e codificadores de vídeo, e em situações de multitarefa, onde o usuário está executando vários aplicativos intensivos em uso do processador, e cada núcleo pode executar um aplicativo diferente. A maioria de aplicativos de negócios e jogos a partir de 2005 só usam um thread único, então para estes aplicativos executando sozinhos, o Pentium D apresentará a mesma performance de um Pentium 4 de mesma freqüência.
Depois de uma semana de confusão seguindo o lançamento do processador a Intel oficialmente negou um relatório da Computerworld Today Australia que o Pentium D inclui "chave de hardware, para o gerenciamento de direitos autorais que poderia ser utilizada pela Microsoft no Windows e outros sistemas operacionais, mas não estava publicamente descoberto. Enquanto admitiu que existiam um pouco de tecnologias de DRM no 945 e 955 séries de chipsets, declarou que a extensão das tecnologias era exagerada, e que as tecnologias em questão tinha estado presente em chipsets da Intel desde a 875P.

## Presler
A mais nova geração de Pentium D são baseados no núcleo Presler. Embora o Presler seja um pacote único, este pacote tem dois núcleos em um, realçando rendimentos industriais do processador com mais de um núcleo. No primeiro trimestre de 2006 foram lançados os modelos 920, 930, 940 e 950 (2.8, 3.0, 3.2 e 3.4 GHz).
O Presler é feito usando:
- Processo de 65 nm
- 2MB de cache de L2 por núcleo
- Barramento de 800 Mhz enquanto o Pentium Extreme Edition 955 usa um FSB de 1066Mhz)
- Os dois núcleos se comunicam usando o FSB, da mesma maneira que o Smithfield
- Socket LGA775

O Pentium D (Presler) D não suporta:
- Hyper-Threading, pelo menos inicialmente, embora apareça no Pentium XE ou Pentium EE(Extreme Edition).

O Pentium D (Presler) suporta:
- VT (Virtualization Technology), Tecnologia de Virtualização da Intel antigamente chamada de Vanderpool.
- Tecnologia EM64T
- XD Bit
- EIST (Enhanced Intel SpeedStep® Technology), disponivel a partir do 2º trimestre de 2006 através de um update da bios da placa base.
- As mesmas tecnologias suportadas pelo Pentium 4.

## O Sucessor: Conroe (Pentium Dual-Core)
O núcleo Presler será substituído pelo Conroe e usa o nome Pentium Dual-Core, não mais Pentium D. O Conroe é dual-core e foi lançado dia 27 de julho de 2006. Conroe, Merom (notebook) e Woodcrest (servidor) terão muitas características do Pentium M.

## Implementação
Em um cenário de único processador, a ligação da ponte norte do processador é ponto-à-ponto e a única exigência real, é mantê-lo alimentado com dados da memória bem rapidamente.
Ao avaliar o Pentium D, é importante notar que ele é essencialmente dois processadores em um mesmo chip e que enfrentará as mesmas situações de concorrência do barramento que um par de Xeons.
Usando uma analogia crua, pode-se dizer que ao invés de se usar uma única via de comunicação entre o processador e a ponte norte, usa-se um divisor em forma de "Y" (bifurcação do barramento).
Deixando de lado edições avançadas, tais como a coerência de memória cache, cada núcleo pode somente usar a metade dos 800 MHz FSB (frequência do barramento) quando sob a demanda pesada de dados.
De 533 MHz a 800 MHz de FSB, um Pentium 4 de 3 GHz conseguiu um aumento de eficiência de até 12%.
Fonte: 

## Pentium Extreme Edition
(OBS: Jamais confundir com Pentium 4 Extreme Edition).
Em fevereiro de 2005 o Pentium XE foi lançado para encarar os concorrentes no mercado High-End.
Eles são processadores x86 de socket Intel LGA775 pin, de alto desempenho(núcleo Presler duplo) projetados para entusiastas de jogos e processamento de mídias de alta densidade, é um processador que tem dois núcleos físicos de processamento(Dual-Core) e dois virtuais(HT), simulando 4 núcleos(Quad-Core), sendo dois físicos e 2 virtuais, é a melhor série Pentium e a última, ele é baseado no Pentium D, que por sua vez foi criado para o mercado Main-Stream(Mercado médio), já que o Pentium EE tinha um custo muito elevado na época, então foi pensando nisso que a Intel fez o Pentium D, um processador Dual-Core de médio custo.
O Pentium Extreme é capaz de rodar vários sistemas operacionais baseado em x86 simultaneamente, como alguns modelos de Pentium D também, graças a tecnologia de virtualização Intel, Intel VT(Antigamente chamada de Vanderpool).
A família Pentium XE é composta por três irmãos:
- Pentium XE 840 3.20 GHz (90 nm) - 2MB de memória cache L2 (1MB por núcleo) - FSB de  800 MHz. Série 8xx
- Pentium XE 955 3.46 GHz (65 nm) - 4MB de memória cache L2 (2MB por núcleo) - FSB de 1066 MHz. Série 9xx
- Pentium XE 965 3.73 GHz (65 nm) - 4MB de memória cache L2 (2MB por núcleo) - FSB de 1066 MHz. Série 9xx

Segundo um teste realizado em 2007 no programa 3DMark06, o 'pior' Pentium EE, o 840(com 1581 pontos) é melhor que:
- Pentium 4 3.8 GHz(775, 2mb de L2 e HT etc)

O melhor Pentium 4 já produzido. (Com 1141 pontos no programa)
- Pentium D 960 3.6 GHz 4MB L2, 65 nm, Presler, Dual-Core, 9xx etc(com 1570 pontos)

### Um caso a parte
O Pentium XE 965 é um dos mais recentes processadores que carregam a marca Pentium, esse Pentium mais recente foi lançado em março de 2006.
Ele vem equipado com o novo núcleo C1, um núcleo corrigido que permitiu a Intel reduzir o consumo de energia e o aquecimento.(Consequentemente)
O 965 é considerado o último processador para Desktop da arquitetura NetBurst.